# Helictotrichon gonzaloi
Helictotrichon gonzaloi är en gräsart som först beskrevs av fader Sennen, och fick sitt nu gällande namn av Eva Hedwig Ingeborg Potztal. Helictotrichon gonzaloi ingår i släktet Helictotrichon och familjen gräs. Inga underarter finns listade i Catalogue of Life.